# Bacteroides
Bacteroides – rodzaj bakterii, będących pałeczkami gram-ujemnymi, należącymi do bezwzględnych beztlenowców. Wchodzą one w skład fizjologicznej flory bakteryjnej przewodu pokarmowego człowieka i są najliczniejsze spośród wszystkich bakterii wchodzących w jej skład. Na jeden gram kału średnio można znaleźć 1011 bakterii z rodzaju Bacteroides. Do czynników zjadliwości tych bakterii należy: otoczka, kolagenaza, neuramidaza, DNA-aza, proteaza, fibrynolizyna, ściana komórkowa i właściwości endotoksyczne (LPS).
Do Bacteroides należą m.in. następujące gatunki bakterii:
- Bacteroides fragilis
- Bacteroides acidifaciens
- Bacteroides gracilis
- Bacteroides oris
- Bacteroides ovatus
- Bacteroides putredinis
- Bacteroides pyogenes
- Bacteroides stercoris
- Bacteroides suis
- Bacteroides tectus
- Bacteroides thetaiotaomicron
- Bacteroides vulgatus

## Patogeneza
Mogą wywołać zakażenia oportunistyczne m.in. w obrębie jamy brzusznej, bakteriemię.

## Leczenie
Najskuteczniejszymi antybiotykami wobec bakterii z rodzaju Bacteroides są: metronidazol, karbapenemy i penicyliny z inhibitorami (na te ostatnie może pojawić się oporność wśród bakterii innych niż Bacteroides fragilis). Aktywność zachowują również linkozamidy, tetracykliny (coraz więcej szczepów opornych) i tygecyklina.